# Padež, Leskovac
Padež (izvirno srbsko Падеж) je naselje v Srbiji, ki upravno spada pod Mesto Leskovac; slednja pa je del Jablaniškega upravnega okraja.

## Demografija
V naselju živi 42 polnoletnih prebivalcev, pri čemer je njihova povprečna starost 41,8 let (46,5 pri moških in 38,0 pri ženskah). Naselje ima 16 gospodinjstev, pri čemer je povprečno število članov na gospodinjstvo 3,63.
To naselje je popolnoma srbsko (glede na rezultate popisa iz leta 2002).
|  |

| Demografija | Demografija     | Demografija     |
| Leto        | Št. prebivalcev | Št. prebivalcev |
| ----------- | --------------- | --------------- |
|             |                 |                 |
|             |                 |                 |
|             |                 |                 |
|             |                 |                 |
| 1948        | 213             |                 |
| 1953        | 216             |                 |
| 1961        | 223             |                 |
| 1971        | 223             |                 |
| 1981        | 177             |                 |
| 1991        | 117             | 102             |
| 2002        | 69              | 58              |
|             |                 |                 |

| Etnična sestava po popisu iz leta 2002 | Etnična sestava po popisu iz leta 2002 | Etnična sestava po popisu iz leta 2002 | Etnična sestava po popisu iz leta 2002 | Etnična sestava po popisu iz leta 2002 |
| -------------------------------------- | -------------------------------------- | -------------------------------------- | -------------------------------------- | -------------------------------------- |
| Srbi                                   | Srbi                                   |                                        | 58                                     | 100,0%                                 |
| Neznano                                | Neznano                                |                                        | 0                                      | 0,0%                                   |